# Kvistspegelbock
Kvistspegelbock (Phymatodes alni) är en skalbaggsart som först beskrevs av Carl von Linné 1767.  Kvistspegelbock ingår i släktet Phymatodes, och familjen långhorningar. Enligt den svenska rödlistan är arten nära hotad i Sverige. Arten förekommer i Götaland, Öland och Svealand. Artens livsmiljö är skogslandskap, jordbrukslandskap.

## Bildgalleri

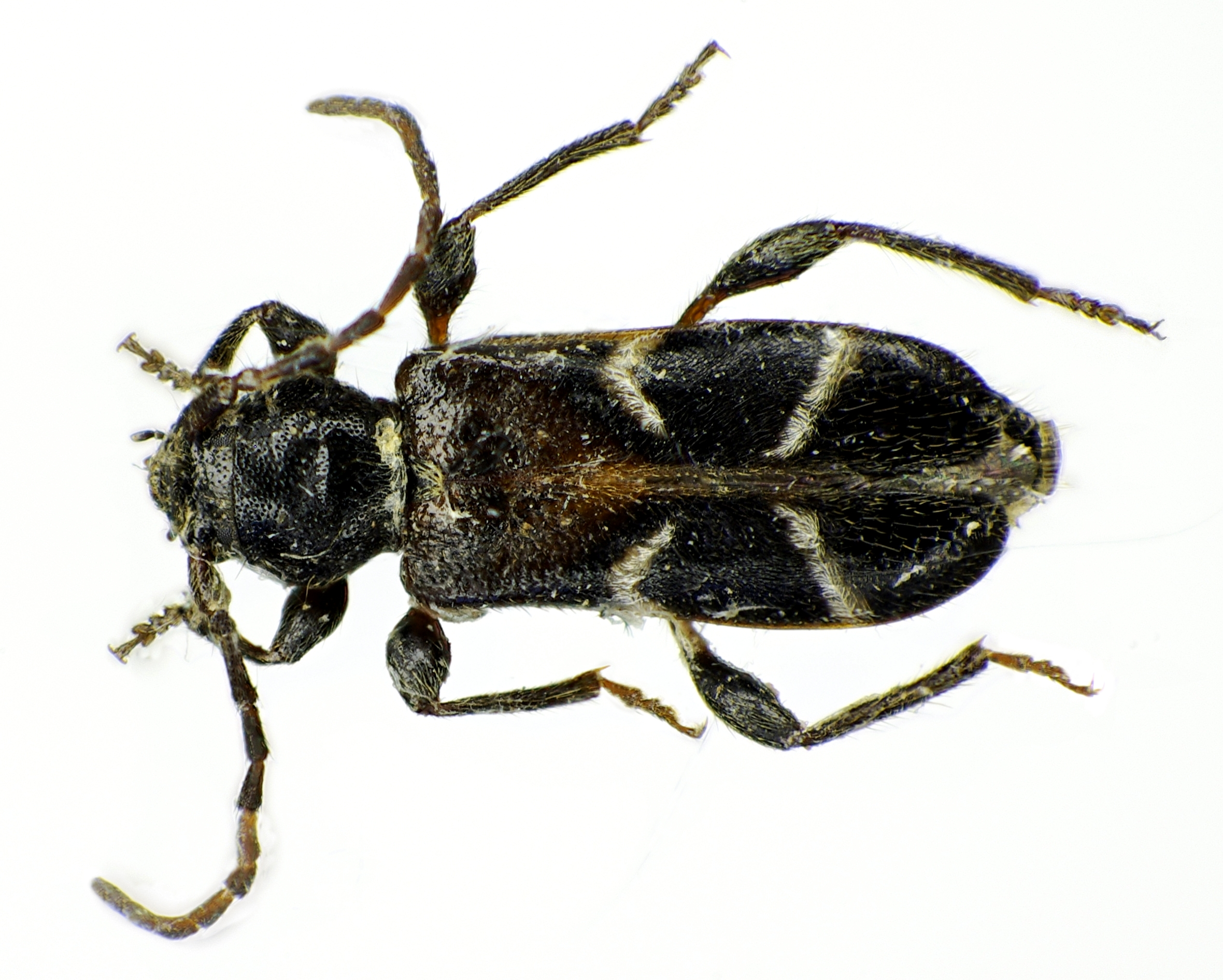
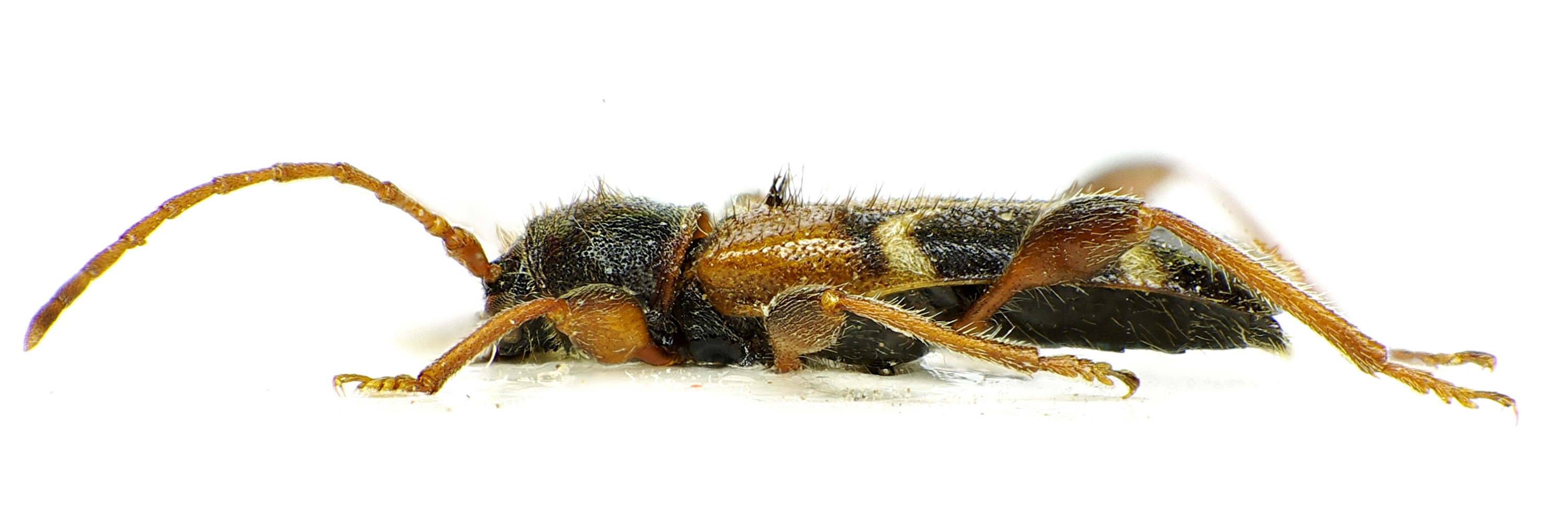
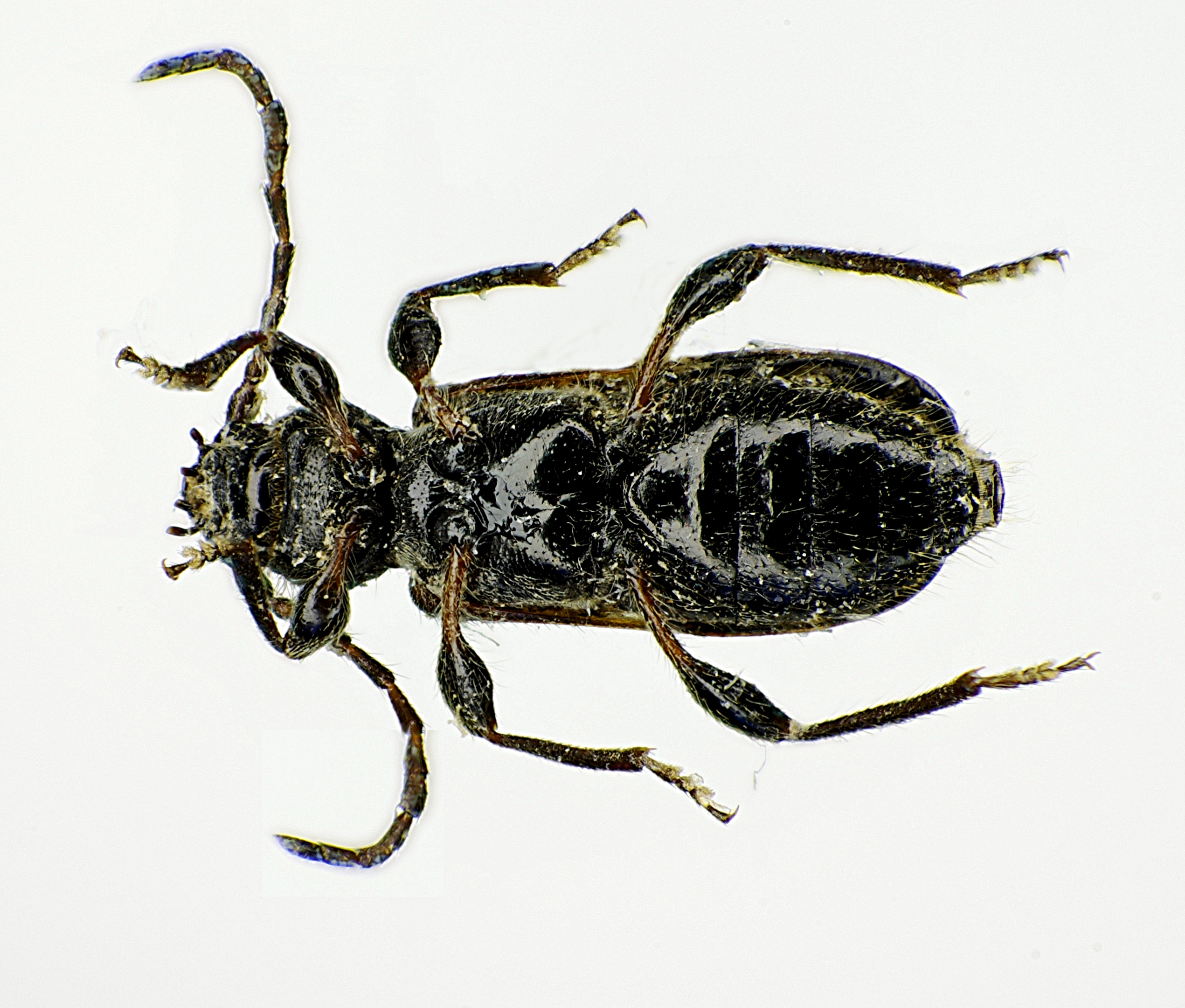
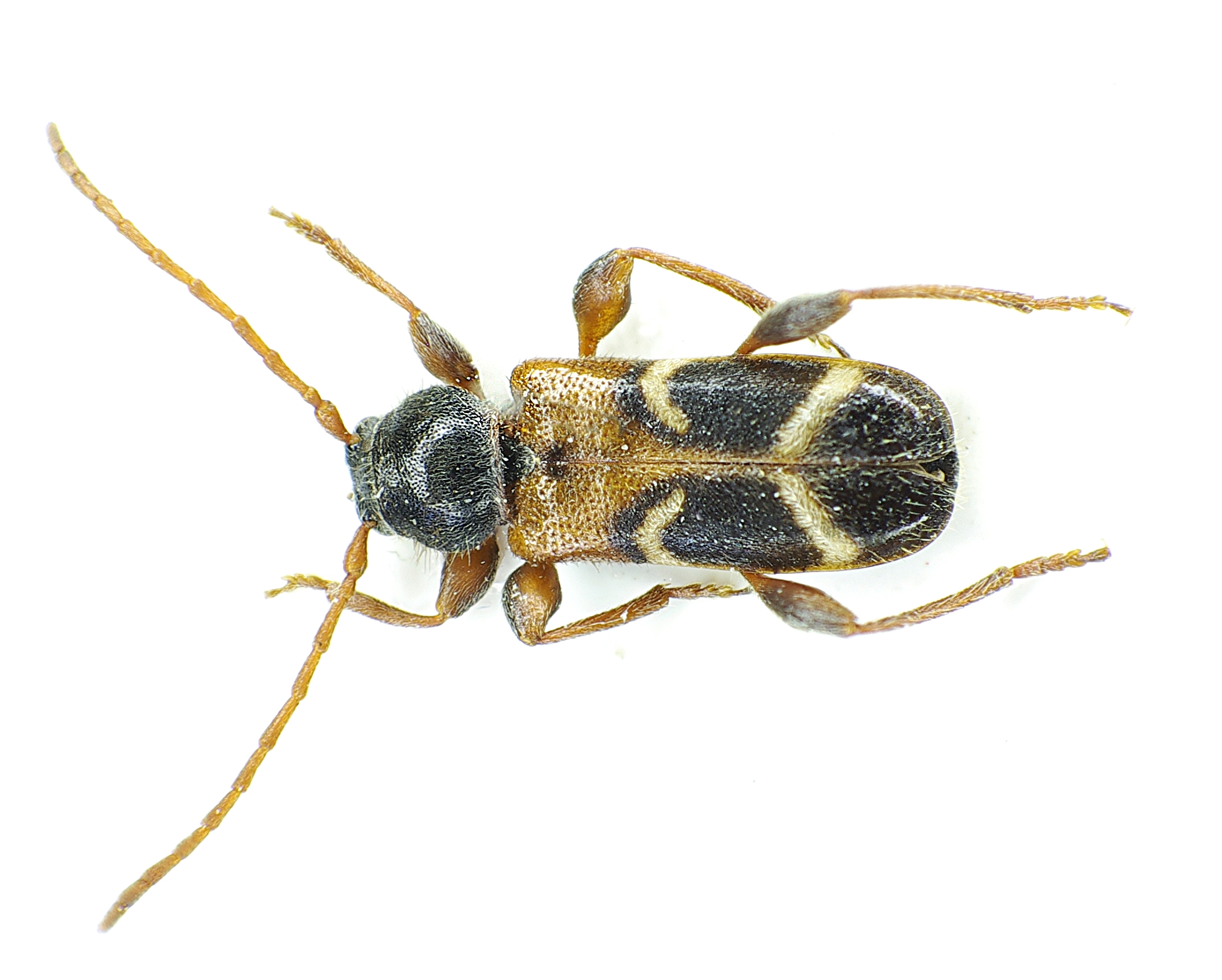
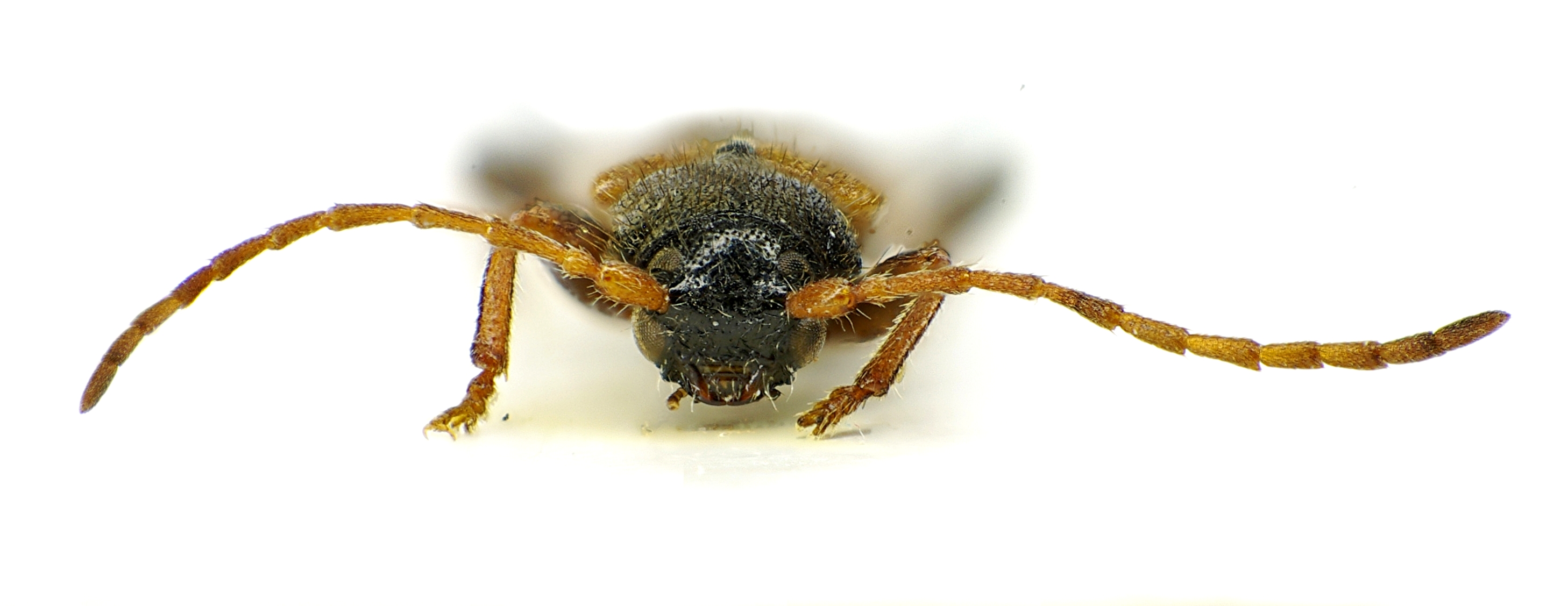
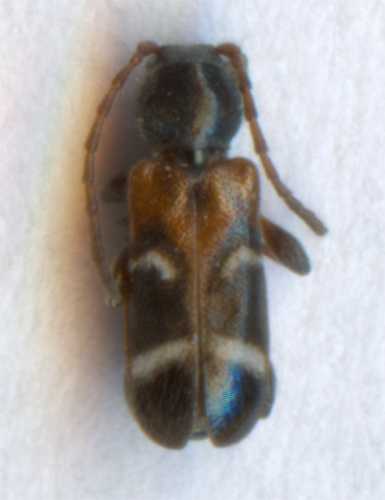